# Zeituni Onyango
Zeituni Onyango (29 tháng 5 năm 1952 – 7 tháng 4 năm 2014) là em gái cùng mẹ khác cha với thân phụ của Tổng thống Hoa Kỳ Barack Obama. Nhiều năm trước bà rời bỏ quê hương để trốn tránh những cuộc xung đột sắc tộc tại Kenya và tới thành phố Boston, Mỹ sinh sống.

## Thân thế
Onyango giúp trông nom các người em cùng cha khác mẹ với Obama khi còn sống ở Kenya. Bà sang Hoa Kỳ năm 2000 và xin tị nạn năm 2004, nhưng đơn của bà bị bác bỏ và chính quyền thành phố yêu cầu Onyango rời khỏi Mỹ từ năm 2004, song bà vẫn ở lại trong căn chung cư do chính phủ tài trợ cho người nghèo tại thành phố Boston. Bà không hề gặp khó khăn khi viếng thăm gia đình Obama lúc ông còn là nghị sĩ tiểu bang Illinois hay sau khi ông trở thành nghị sĩ Liên bang Hoa Kỳ. Việc bà sống ở Hoa Kỳ bất hợp pháp được tiết lộ vào tháng 10 năm 2008, chỉ ít ngày trước khi ông Obama được bầu vào chức vụ tổng thống. Obama nói rằng ông không biết cô mình sống bất hợp pháp tại Hoa Kỳ và tin rằng phải hành xử đúng theo luật lệ.
Tòa án nhập cư tại Boston xét xử cô của tổng thống vào ngày 31 tháng 3 năm 2009. Trước tòa, Onyango nói rằng bà sẽ gặp nguy hiểm nếu trở lại Kenya, đặc biệt là kể từ khi người cháu trở thành tổng thống Mỹ. Sau phiên tranh luận, thẩm phán quyết định tổ chức phiên xét xử tiếp theo vào ngày 4 tháng 2 năm 2010. Onyango được cảnh sát liên bang bảo vệ nghiêm ngặt sau khi rời khỏi tòa án. Obama khẳng định ông không hề biết người cô đang cư trú bất hợp pháp trên lãnh thổ Mỹ. Phát ngôn viên Nhà Trắng tuyên bố tổng thống không can thiệp vào vụ án của Onyango và sẽ chấp thuận mọi phán quyết của tòa án. Tuy nhiên, giới phân tích cho rằng Onyango đã đẩy Obama vào thế khó xử cả về mặt cá nhân lẫn chính trị.

## Buồn tủi vì bị xa lánh
Onyango ôm mặt khóc khi kể lại sự buồn khổ do việc không còn liên lạc gì với Tổng thống Obama và gia đình ông sau khi có tin tiết lộ bà sống bất hợp pháp từ nhiều năm nay ở Hoa Kỳ trong khu chung cư chính phủ trợ cấp cho người nghèo. Onyango nói với AP rằng bà lo buồn vì những trở ngại liên quan đến di trú đã khiến bà trở thành một gánh nặng chính trị cho cháu trai. Onyango tự xa lìa gia đình sau khi tham dự lễ nhậm chức của Tổng thống Obama vì bà không muốn là lý do để các đối thủ chính trị của ông tấn công. Tổng thống Obama và gia đình của ông cũng không tìm cách liên lạc. "Trước đây, chúng tôi là gia đình họ hàng. Nhưng nay, có rất nhiều vấn đề chính trị, và cá nhân tôi không màng gì đến chính trị cả," theo lời Onyango, nộp đơn xin tái cứu xét việc được tị nạn ở Hoa Kỳ.
Gia đình Obama là thân nhân duy nhất của bà tại Mỹ. "Thật đáng buồn khi điều này xảy ra. Đây là do người ngoài, bạn biết không, họ xen vào, họ chia rẽ gia đình," bà nói. Onyango không bao giờ nhờ ông can thiệp vào trường hợp của bà và cũng không cho ông biết về các khó khăn liên quan đến di trú của mình. Tòa Bạch Ốc nói Tổng thống Obama không dính líu gì đến trường hợp của cô mình và tin rằng phải để cho mọi việc diễn ra theo tiến trình tự nhiên.